# جنگ تجاری ایالات متحده با کانادا و مکزیک (۲۰۲۵)
جنگ تجاری بین ایالات متحده، کانادا و مکزیک در تاریخ ۱ فوریه ۲۰۲۵ آغاز شد، زمانی که رئیس‌جمهور ایالات متحده، دونالد ترامپ، دستوراتی را امضا کرد که تعرفه‌های تقریباً جهانی بر کالاهای وارداتی از این دو کشور اعمال می‌کرد و این تعرفه‌ها از ۴ فوریه اجرایی می‌شد. این دستور شامل تعرفه‌های ۲۵ درصدی بر تمام صادرات مکزیک و تمام صادرات کانادا به جز نفت و انرژی بود که با تعرفه ۱۰ درصدی مواجه می‌شدند. اجرای این تعرفه‌ها به مدت یک ماه به تعویق افتاد و در نهایت از ۴ مارس اجرایی شد.
ترامپ این تعرفه‌ها را با این استدلال توجیه کرد که هدف آن‌ها کاهش کسری تجاری ایالات متحده و وادار کردن کانادا و مکزیک به ایمن‌سازی مرزهای خود با ایالات متحده در برابر مهاجرت غیرقانونی و قاچاق فنتانیل است. جاستین ترودو، نخست‌وزیر کانادا، و کلودیا شینباوم، رئیس‌جمهور مکزیک، این تعرفه‌ها را کاملاً غیرمنطقی خواندند. ترودو استدلال کرد که این تعرفه‌ها با هدف وادار کردن ایالات متحده به الحاق کانادا اعمال شده‌اند، ایده‌ای که ترامپ بارها آن را تبلیغ کرده و به کاهش تعرفه‌ها مرتبط ساخته است.
در پاسخ به اعمال اولیه تعرفه‌ها، ترودو اعلام کرد که کانادا بلافاصله با اعمال تعرفه‌های ۲۵ درصدی بر ۳۰ میلیارد دلار کانادا (معادل ۲۰٫۶ میلیارد دلار آمریکا) از صادرات آمریکا پاسخ خواهد داد و این میزان در عرض سه هفته به ۱۵۵ میلیارد دلار کانادا (معادل ۱۰۶ میلیارد دلار آمریکا) افزایش خواهد یافت. شینباوم نیز گفت که مکزیک تعرفه‌ها و اقدامات تلافی‌جویانه اقتصادی غیرتعرفه‌ای علیه ایالات متحده اعمال خواهد کرد. در تاریخ ۳ فوریه، هر دو کشور با ایالات متحده مذاکره کردند و توافق کردند که اجرای تعرفه‌ها را به مدت یک ماه به تعویق بیندازند و همچنین بر افزایش امنیت در مرزهای خود توافق کردند. تعرفه‌های ایالات متحده در تاریخ ۴ مارس اجرایی شد و تعرفه‌های تلافی‌جویانه کانادا نیز به‌طور همزمان آغاز شد.
هر دو کشور کانادا و مکزیک اعلام کرده‌اند که تعرفه‌های ترامپ نقض توافقنامه تجارت آزادی است که در سال ۲۰۲۰ در اولین دوره ریاست‌جمهوری دونالد ترامپ توسط این سه کشور تصویب شد. اقتصاددانان هشدار داده‌اند که این تعرفه‌ها احتمالاً تجارت بین این سه کشور را مختل کرده، زنجیره‌های تأمین را با مشکل مواجه کرده و قیمت‌های مصرف‌کنندگان در سراسر آمریکای شمالی را افزایش خواهد داد.

## پیشینه اقتصادی
مقالات اصلی: قرارداد تجارت آزاد آمریکای شمالی و توافق ایالات متحده-مکزیک-کانادا
در سال ۱۹۹۴ ایالات متحده، کانادا و مکزیک قرارداد تجارت آزاد آمریکای شمالی (NAFTA) را امضا کردند، یک قرارداد تجارت آزاد که تقریباً تمام تعرفه‌های تجارت بین سه کشور را حذف کرد. قرارداد تجارت آزاد آمریکای شمالی به عنوان منبع اختلاف سیاسی توصیف شده است.

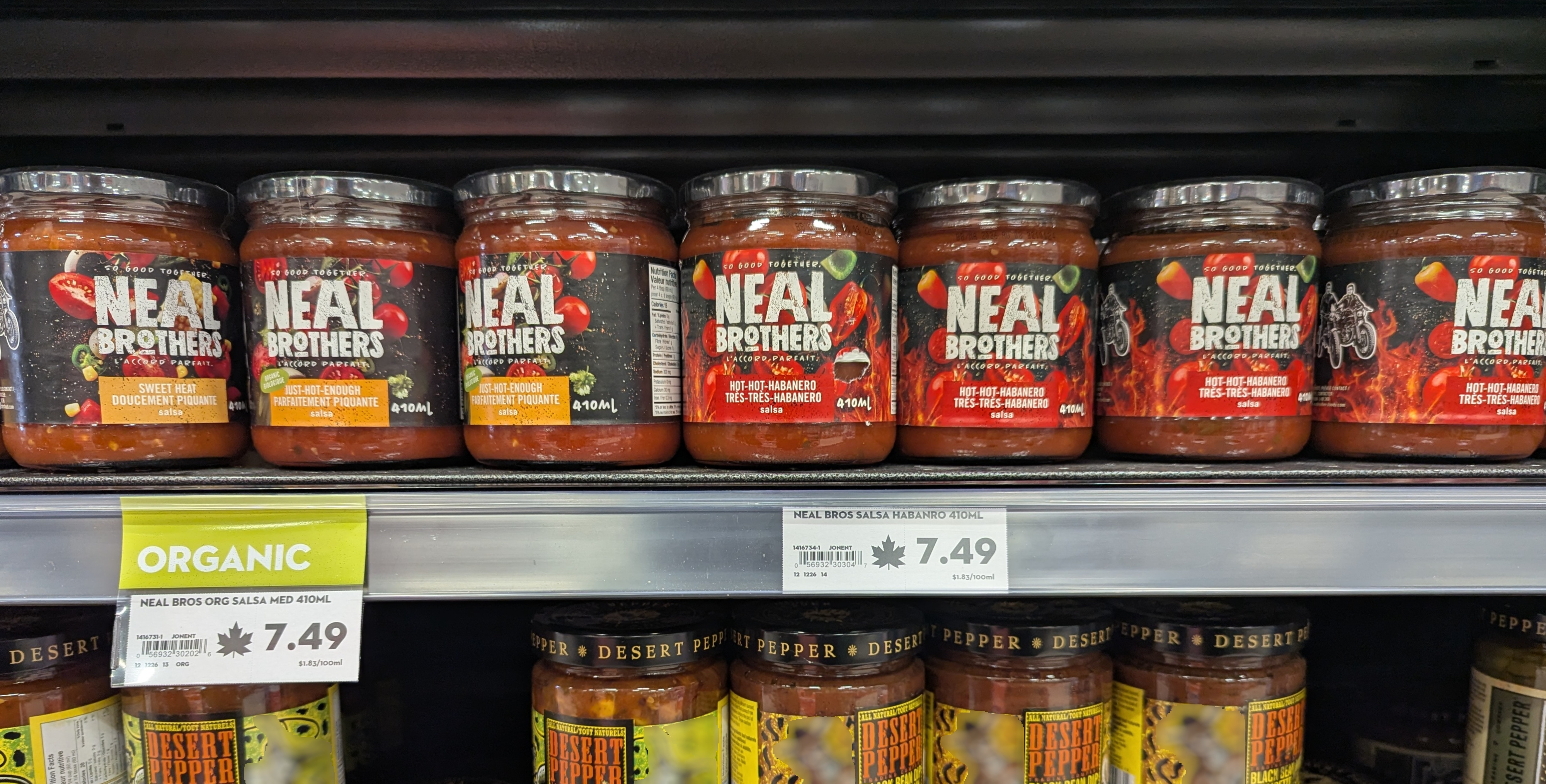
برچسب‌های قیمتی که دارای برگ افرا هستند، معمولاً برای نشان دادن کالاهای تولید شده در کانادا یا کالاهای کانادایی استفاده می‌شوند.

روابط تجاری بین ایالات متحده و کانادا از بزرگ‌ترین روابط تجاری در جهان به‌شمار می‌آید. در ۹ ماه نخست سال ۲۰۲۴، داده‌های دولت کانادا تخمین زد که کالاهایی به ارزش ۸۰۰ میلیارد دلار کانادا (۵۵۰ میلیارد دلار آمریکا) از مرز این دو کشور عبور کرده‌اند. بازارهای انرژی و خودروسازی این کشورها به شدت به یکدیگر وابسته بوده و کانادا بزرگ‌ترین تأمین‌کننده فولاد ایالات متحده است. در نوامبر ۲۰۲۴، دولت آمریکا کسری تجاری خود با کانادا را ۵۵ میلیارد دلار آمریکا تخمین زد که عمدتاً به دلیل تقاضای بالای نفت کانادایی در ایالات متحده است. بدون در نظر گرفتن صادرات نفت، آمریکا با کانادا مازاد تجاری دارد. حدود ۶۰ درصد از واردات نفت آمریکا از کانادا تأمین می‌شود و کانادا بزرگ‌ترین تأمین‌کننده واردات انرژی آمریکا و دومین مقصد صادرات انرژی آمریکاست.
روابط اقتصادی بین ایالات متحده و مکزیک نیز به شدت به یکدیگر وابسته است. در سال ۲۰۲۴، حدود ۸۰۰ میلیارد دلار کالا بین مرزهای این دو کشور جابه‌جا شد و روزانه بیش از ۱ میلیارد دلار تجارت بین آنها انجام می‌شود. در سال ۲۰۲۳، صادرات آمریکا به مکزیک به ۳۲۲ میلیارد دلار رسید، در حالی که واردات از مکزیک بیش از ۴۷۵ میلیارد دلار بود. تقریباً ۷۰ درصد از مصرف گاز طبیعی مکزیک از آمریکا تأمین می‌شود و آمریکا روزانه حدود ۷۰۰ هزار بشکه نفت خام از مکزیک وارد می‌کند. همچنین، تولید مواد غذایی میان دو کشور به شدت یکپارچه است، به‌طوری‌که آمریکا حدود نیمی از میوه‌ها و سبزیجات تازه خود را از مکزیک وارد می‌کند و مکزیک بزرگ‌ترین بازار صادرات محصولات کشاورزی آمریکا است.
توافقنامه تجارت آزاد آمریکای شمالی (NAFTA) در سال ۱۹۹۴ میان ایالات متحده، کانادا و مکزیک منعقد شد که تقریباً تمامی تعرفه‌ها بر تجارت میان این سه کشور را حذف کرد. با این حال، این توافقنامه به دلیل تأثیرات منفی بر صنایع داخلی آمریکا، موجب بروز اختلافات سیاسی شد. در سال ۲۰۲۰، توافقنامه جدیدی با عنوان «توافقنامه ایالات متحده–مکزیک–کانادا» (USMCA) جایگزین NAFTA شد. اگرچه تغییرات بین این دو توافقنامه عمدتاً ظاهری بود، اما USMCA همچنان تعرفه‌های صفر درصدی بر اکثر محصولات را حفظ کرده است. این توافقنامه همچنین اجازه می‌دهد در موارد امنیت ملی تعرفه‌هایی اعمال شود. با وجود انتقادات، این توافق جدید همچنان به توسعه تجارت آزاد میان این سه کشور کمک کرده است.

## تعرفه‌ها
در تاریخ ۱ فوریه ۲۰۲۵، ترامپ سه فرمان اجرایی را امضا کرد که طبق آن‌ها تعرفه‌ای ۲۵ درصدی بر تمام کالاهای وارداتی از مکزیک و کانادا اعمال می‌شود، به جز صادرات نفت و انرژی کانادا که شامل تعرفه ۱۰ درصدی شدند. صادرات انرژی مکزیک مشمول همان تعرفه کامل ۲۵ درصدی خواهد بود. این دستورات بر اساس «قانون اختیارات اقتصادی اضطراری بین‌المللی» (IEEPA) صادر شدند و قرار بود از ساعت ۱۲:۰۱ بامداد به وقت استاندارد شرقی در ۴ فوریه اجرایی شوند.
ترامپ همچنین تعرفه‌ای ۱۰ درصدی بر کالاهای چینی وضع کرد که علاوه بر تعرفه‌های موجود تا سقف ۲۵ درصد بر بسیاری از کالاهای چینی بود. این دستورات شامل بندی بودند که به آمریکا اجازه می‌داد در صورت اعمال تعرفه‌های متقابل یا اقدامات تلافی‌جویانه از سوی کشورهای هدف، تعرفه‌ها را افزایش دهد.
ترامپ برای دور زدن محدودیت‌های تعرفه‌ای توافق USMCA (توافق آمریکا، مکزیک و کانادا) از قانون IEEPA استفاده کرد—قانونی مصوب سال ۱۹۷۷ که در شرایط اضطراری به رئیس‌جمهور اختیارات مالی گسترده‌ای می‌دهد—و این نخستین بار بود که از این قانون برای اعمال تعرفه استفاده می‌شد. او به ورود غیرقانونی مهاجران از مرزهای آمریکا با مکزیک و کانادا، و همچنین بحران اپیوییدها در آمریکا که ناشی از قاچاق فنتانیل از چین به آمریکا از طریق مکزیک و کانادا است، اشاره کرد.
در فرمان اجرایی، ترامپ اظهار داشت که کانادا نقش «مرکزی» در ورود فنتانیل به آمریکا ایفا کرده و در اختصاص منابع کافی یا هماهنگی مؤثر با ایالات متحده برای مقابله با ورود مواد مخدر غیرقانونی، کوتاهی کرده است—با اینکه عمده فنتانیل واردشده به آمریکا از مرز جنوبی با مکزیک می‌آید. هدف دیگر این تعرفه‌ها، تشویق تولیدکنندگان به استخدام نیروی کار آمریکایی و تولید داخلی، به‌جای واردات از کشورهای دیگر بود.
در اظهارات بعدی، ترامپ دوباره تمایل خود را برای الحاق کانادا به ایالات متحده ابراز کرد و گفت کانادا می‌تواند برای اجتناب از تعرفه‌ها این کار را انجام دهد.
بر اساس گزارش بلومبرگ، مشاوران ترامپ، پیتر ناوارو و استیون میلر، از چهره‌های اصلی در بحث‌های اقتصادی دربارهٔ اعمال تعرفه‌ها بودند، در حالی که گنجاندن چین در این سیاست‌ها به توصیه شورای امنیت ملی آمریکا انجام شد.
ترامپ در پستی در شبکه Truth Social نوشت: «ما باید از آمریکایی‌ها محافظت کنیم، و این وظیفه من به عنوان رئیس‌جمهور است که امنیت همه را تضمین کنم. در کارزار انتخاباتی وعده دادم که جریان مهاجران غیرقانونی و مواد مخدر را که از مرزها وارد می‌شوند، متوقف خواهم کرد و مردم با اکثریت قاطع به این وعده رأی دادند.» او در حالی که اذعان کرد ممکن است این تعرفه‌ها «اختلالات موقتی کوتاه‌مدت» ایجاد کنند، تأکید کرد که اعمال آن‌ها ضروری است. ترامپ همچنین ادعا کرد: «تعرفه‌ها باعث تورم نمی‌شوند، بلکه باعث موفقیت می‌شوند.»

### پاسخ کانادا
ساعاتی پس از آنکه ترامپ در اول فوریه تعرفه‌ها را اعمال کرد، جاستین ترودو اعلام کرد که کانادا در پاسخ به ایالات متحده، تعرفه‌های متقابل وضع خواهد کرد. او گفت کانادا بلافاصله پس از اجرایی شدن تعرفه‌های آمریکا، تعرفه ۲۵ درصدی بر ۳۰ میلیارد دلار کانادایی (حدود ۲۰٫۶ میلیارد دلار آمریکا) از صادرات آمریکا اعمال می‌کند و در سه هفته آینده نیز تعرفه ۲۵ درصدی بر کالاهایی به ارزش ۱۲۵ میلیارد دلار کانادایی (حدود ۸۶ میلیارد دلار آمریکا) وضع خواهد شد. ترودو توضیح داد که این تأخیر به کسب‌وکارهای کانادایی فرصت آمادگی خواهد داد.
او افزود که کانادا در حال بررسی اقدامات تجاری تلافی‌جویانهٔ بیشتری در کنار تعرفه‌ها است تا ترامپ را به پایان دادن به جنگ تجاری وادار کند. این اقدامات می‌تواند شامل محدودیت در صادرات مواد معدنی حیاتی و محصولات انرژی یا ممنوعیت شرکت‌های آمریکایی از شرکت در مناقصه‌های دولتی کانادا باشد.
ترودو اعلام کرد که مشروبات الکلی، سبزیجات، پوشاک، کفش و عطرهای آمریکایی در میان اولین کالاهایی خواهند بود که مشمول تعرفه‌های تلافی‌جویانه می‌شوند، و کالاهای مصرفی مانند لوازم خانگی، مبلمان و تجهیزات ورزشی نیز هدف این تعرفه‌ها خواهند بود. او گفت که پاسخ کانادا عمدتاً ایالت‌های جمهوری‌خواه (Red States) آمریکا را هدف قرار می‌دهد که تحت رهبری حزب ترامپ هستند.
در سخنرانی‌اش، ترودو داده‌هایی ارائه کرد که نشان می‌داد تنها حدود ۱ درصد از فنتانیل وارداتی و عبور غیرقانونی مرزی به ایالات متحده از مرز با کانادا صورت می‌گیرد. او روابط آمریکا و کانادا را «موفق‌ترین شراکت جهان در تمام حوزه‌ها» توصیف کرد و ترامپ را به نقض توافق تجاری USMCA متهم کرد.
او هشدار داد که تعرفه‌های ترامپ مصرف‌کنندگان و صنایع آمریکایی را به خطر می‌اندازند و از مردم کانادا خواست که تا حد ممکن محصولات و خدمات کانادایی را به جای آمریکایی انتخاب کنند.
ترودو گفت:
«این انتخابی است که بله، ممکن است به کانادایی‌ها آسیب بزند، اما فراتر از آن، پیامدهای واقعی برای شما، مردم آمریکا خواهد داشت. همان‌طور که همیشه گفته‌ام، تعرفه‌ها علیه کانادا شغل‌های شما را به خطر می‌اندازد و ممکن است منجر به تعطیلی کارخانه‌های خودروسازی و سایر صنایع در آمریکا شود.»

## پاسخ‌ها و واکنش‌ها
تعرفه‌ها و تهدیدات ایالات متحده علیه کانادا به روابط تاریخی قوی کانادا و ایالات متحده آسیب زده و باعث افزایش ملی‌گرایی و میهن‌پرستی در کانادا شده است، همچنین شاهد افزایش احساسات ضدآمریکایی بوده‌ایم.
در فوریه ۲۰۲۵، یک نظرسنجی از مؤسسه آنگز رید نشان داد که ۹۱ درصد کانادایی‌ها تمایل دارند وابستگی کانادا به ایالات متحده به عنوان یک شریک تجاری کاهش یابد؛ همچنین این نظرسنجی نشان داد که نسبت کانادایی‌هایی که «بسیار به کانادا افتخار می‌کنند» و «احساس عمیق عاطفی به کانادا دارند» نسبت به دسامبر ۲۰۲۴، ۱۰ درصد افزایش یافته است. یک نظرسنجی از ایپسوس در فوریه ۲۰۲۵ نشان داد که پس از تهدیدات ترامپ، ۶۸ درصد کانادایی‌ها نظر منفی‌تری نسبت به ایالات متحده دارند، در حالی که ۶۵ درصد گفتند که از سفر به ایالات متحده خودداری خواهند کرد و ۶۷ درصد گفتند که از خرید محصولات ساخت ایالات متحده پرهیز خواهند کرد. در همان ماه، یک نظرسنجی از لِژر نشان داد که ۲۷ درصد کانادایی‌ها ایالات متحده را «دشمن» می‌دانند، در حالی که تنها ۱ درصد آمریکایی‌ها چنین نظری دربارهٔ کانادا داشتند.
در روزهای پس از اعلام اولیه تعرفه‌ها، جمعیت‌های کانادایی هنگام پخش سرود ملی ایالات متحده در مسابقات لیگ ملی هاکی، لیگ ملی بسکتبال و لیگ فوتبال بزرگ، و همچنین سایر رویدادهای ورزشی که ایالات متحده در آن‌ها حضور داشت، به شدت هو کردند. بسیاری از کانادایی‌ها شروع به تحریم کالاهای آمریکایی و سفر به ایالات متحده کردند و جنبش «خرید کانادایی» در سراسر کشور رونق گرفت. بسیاری از سیاستمداران کانادایی، از جمله جاستین ترودو و پی‌یر پویلیور، از زبان وحدت ملی استفاده کردند و جنگ تجاری و درگیری با ایالات متحده باعث ایجاد احساس همبستگی در آستانه انتخابات فدرال کانادا در سال ۲۰۲۵ شد.
در مکزیک، دولت و کسب‌وکارهای محلی به ترویج کمپین «ساخته شده در مکزیک» برای ترویج محصولات داخلی پرداختند. برخی از مکزیکی‌ها پس از تهدید اولیه ترامپ به تعرفه‌ها، خواستار تحریم محصولات آمریکایی شدند و یک نظرسنجی از شرکت بوندیا و مارکز نشان داد که ۸۰ درصد مکزیکی‌ها در اواسط فوریه ۲۰۲۵ نظر منفی نسبت به ترامپ دارند که این رقم از ۶۶ درصد در اوایل ژانویه افزایش یافته است.
در ایالات متحده، تصمیم اولیه ترامپ برای اعمال تعرفه‌ها بر کانادا و مکزیک مورد انتقاد هیئت تحریریه وال استریت ژورنال قرار گرفت که گفت توجیه او برای این «حمله اقتصادی به همسایگان» منطقی نیست و ترامپ «احمقانه‌ترین جنگ تجاری تاریخ» را آغاز کرده است. یک نظرسنجی در فوریه ۲۰۲۵ از مؤسسه هریس برای بلومبرگ نیوز نشان داد که حدود ۶۰ درصد آمریکایی‌ها معتقدند که تعرفه‌های بالا می‌تواند باعث افزایش قیمت‌های مصرف‌کننده شود. نشریه اکونومیست تعرفه‌های ترامپ را تهاجمی و بی‌ثبات توصیف کرد و گفت که این تعرفه‌ها «آسیب‌های ماندگاری در داخل و خارج از کشور ایجاد خواهد کرد». به گزارش دویچه وله، اعمال تعرفه‌های ترامپ بر کانادا و مکزیک به هر دو توافق‌نامه USMCA و قوانین سازمان تجارت جهانی که هر سه کشور عضو آن هستند، نقض کرده است. سیاست تعرفه‌ای ترامپ به‌طور کلی سوالاتی را دربارهٔ اینکه آیا او واقعاً قصد اعمال تعرفه‌ها را دارد یا اینکه دستورات او برای اعمال آن‌ها تنها تهدیدهایی برای استفاده به عنوان یک تاکتیک مذاکره است، ایجاد کرد. اعمال و لغو تعرفه‌ها برای بسیاری از کسب‌وکارها عدم قطعیت ایجاد کرد.
کمیسیون اروپا - شاخه اجرایی اتحادیه اروپا - تعرفه‌های ایالات متحده بر کانادا و مکزیک را محکوم کرد و خواستار «بازنگری در رویکرد ایالات متحده» شد.